# Steve Tunga
Steve Tunga Malanda (Essen, 8 maart 1997) is een Duits voetballer van Angolese afkomst die als middenvelder voor Almere City FC speelt.

## Carrière
Steve Tunga speelde in de jeugd van SV Teutonia Überruhr, Rot-Weiss Essen, Essener SG 99/06, VfL Bochum en Rot-Weiß Oberhausen. Voor Oberhausen speelde hij in het seizoen 2016/17 twee wedstrijden in de Regionalliga West. Hierna vertrok hij transfervrij naar competitiegenoot SG Wattenscheid 09, waar hij een vaste waarde werd. Na twee seizoenen maakte hij de overstap naar competitiegenoot Borussia Dortmund II. In 2020 vertrok hij transfervrij naar Almere City FC, waar hij een contract tot medio 2022 tekende. Hij debuteerde in het betaald voetbal voor Almere op 15 september 2020, in de met 3-0 gewonnen thuiswedstrijd tegen TOP Oss.

### Statistieken
| Seizoen                                                       | Club                   | Land           | Competitie        | Competitie | Competitie | Beker | Beker | Overig* | Overig* | Totaal | Totaal |
| Seizoen                                                       | Club                   | Land           | Competitie        | Wed.       | Dlp.       | Wed.  | Dlp.  | Wed.    | Dlp.    | Wed.   | Dlp.   |
| ------------------------------------------------------------- | ---------------------- | -------------- | ----------------- | ---------- | ---------- | ----- | ----- | ------- | ------- | ------ | ------ |
| 2016/17                                                       | Rot-Weiß Oberhausen    | Duitsland      | RL West           | 2          | 0          | –     | –     | 1       | 0       | 3      | 0      |
| 2016/17                                                       | Rot-Weiß Oberhausen II | Duitsland      | LL Niederrhein    | 4          | 0          | –     | –     | –       | –       | 4      | 0      |
| 2017/18                                                       | SG Wattenscheid 09     | Duitsland      | Regionalliga West | 25         | 1          | –     | –     | 1       | 0       | 26     | 1      |
| 2018/19                                                       | SG Wattenscheid 09     | Duitsland      | Regionalliga West | 22         | 2          | –     | –     | 0       | 0       | 22     | 2      |
| 2019/20                                                       | Borussia Dortmund II   | Duitsland      | Regionalliga West | 18         | 0          | –     | –     | –       | –       | 18     | 0      |
| 2020/21                                                       | Almere City FC         | Nederland      | Eerste divisie    | 2          | 0          | 0     | 0     | –       | –       | 2      | 0      |
| Carrièretotaal                                                | Carrièretotaal         | Carrièretotaal | Carrièretotaal    | 73         | 3          | 0     | 0     | 2       | 0       | 75     | 3      |
| *Bevat wedstrijden uit de Niederrheinpokal en Westfalenpokal. |                        |                |                   |            |            |       |       |         |         |        |        |
| Bijgewerkt op 26 september 2020                               |                        |                |                   |            |            |       |       |         |         |        |        |